# Lill-Igeltjärnen
Lill-Igeltjärnen är en sjö i Gävle kommun i Gästrikland och ingår i Skärjån-Hamrångeåns kustomåde.